# 장세용 (가수)
장세용(1976년 8월 27일 ~)은 대한민국의 가수다. 2005년 정규 앨범 《이상기억 (異常記億)》으로 데뷔했다.

## 학력
- 서울예술고등학교 작곡
- 서울대학교 음악대학 작곡과
- 동덕여자대학교 대학원 실용음악과

## 방송
- 제 18회 극동방송 전국복음성가경연대회 (2002) - 은상

## 수상
- 유재하 음악경연대회 장려상 (2001)